# Соколов, Виктор Фаддеевич
Виктор Фаддеевич Соколов (8 августа 1928 — 15 августа 2010) — машинист электровоза локомотивного депо Москва-Сортировочная, единственный в советской железнодорожной отрасли дважды Герой Социалистического Труда (1976, 1984).
В январе 1977 года первым в мире провёл грузовой поезд с углём весом более 6 тыс. тонн. Весной 1980 года впервые в мире провёл грузовой поезд весом 10 тыс. тонн. 

## Биография
Родился 8 августа 1928 года в деревне Казинка Тульской области в семье крестьянина. Русский.
Окончил пять классов школы, начал работать в местном совхозе им. В. И. Ленина.
После завершения обучения в ремесленном училище, в феврале 1945 года приехал в Москву. Начал работать помощником слесаря в депо Москва-Сортировочная.
В 1949 году закончил курсы помощников машинистов, после чего стал помощником машиниста, а затем машинистом паровоза, тепловоза в депо Москва-Сортировочная. Продолжил работу на станции Кувандык Оренбургской железной дороги, куда Виктор Соколов приехал по комсомольской путёвке. Там после основательной обкатки в ноябре 1950 года начал самостоятельно водить поезда паровозами СО. В дальнейшем участвовал в обучении кочегаров на помощников машинистов.
В 1954 году, после внедрения прогрессивных мощных видов тяги, депо Кувандык было закрыто, и Соколов вернулся в родное депо Москва-Сортировочная и окончил вечернюю школу. 
Член КПСС с 1957 года. С 1958 года, окончив курсы машинистов электровоза, продолжил работу машинистом электровоза ВЛ22М Локомотивного депо Москва-Сортировочная-Рязанская.
В 1967 году колонна В. Ф. Соколова из депо Москва-Сортировочная заняла первое место по показателям эффективности и производительности труда среди всех машинистов Московской железной дороги и получила почётное наименование "Колонна имени 50-летия Октября".
С 1968 года начали заключать договоры между машинистами и поездными диспетчерами на вождение мощными электровозами поездов повышенных веса и длины, Соколов начал водить такие поезда строго по графику. В 1974 году Соколов сел за контроллер нового, ещё более мощного восьмиосного электровоза серии ВЛ10. За счёт использования ресурса этих электровозов удалось существенно повысить вес и длину ведомых грузовых поездов, нарастить провозную способность самых загруженных направлений, прежде всего Москва — Рыбное — Рязань. Депо вышло на подготовку к установлению мировых рекордов тяжеловесного и длинносоставного движения.
По инициативе Соколова и его коллег-машинистов 5 марта 1980 года на станции Рыбное впервые в мире был сформирован поезд весом 10 000 т (более 125 вагонов), ведомый от станции Рыбное до станции Перово двумя локомотивами. Поезд вели машинисты Соколов (в головном локомотиве) и Дмитрий Богданов (в хвостовом локомотиве), между ними требовались исключительно слаженные действия по набору скорости и торможению, связь между машинистами поддерживалась по радио. Новая технология перевозок получила широкое распространение на Московской железной дороге.
Водил электровозы до самой пенсии, установив несколько всесоюзных рекордов тяжеловесного движения. Подготовил более 40 машинистов и 200 помощников машинистов. По рекомендациям Соколова был существенно повышен уровень комфорта на рабочих местах машиниста, что отразилось на качестве работы вперёдсмотрящих.
С 1989 года В. Ф. Соколов на пенсии. Жил в Москве. Умер 15 августа 2010 года. Похоронен на Хованском кладбище.

### Семья
Жена — Клавдия Адольфовна, с которой в 2008 году Виктор Фаддеевич отметил 55 лет совместной жизни.

## Память
- «Виктор Соколов» — именной электровоз ЧС2К-900 в локомотивном депо Москва-Сортировочная-Рязанская[7][8].
- В соответствии с законом на родине дважды Героя Социалистического Труда в деревне Казинка ещё при его жизни был установлен бронзовый бюст Соколова. Однако в связи с тем, что деревня Казинка опустела и прекратила существование, бюст перенесён в областной центр город Тулу.

## Награды
- звание "Ударник коммунистического труда"[3]
- Звание Героя Социалистического Труда В. Ф. Соколову присвоено в 1976 году за успехи в выполнении заданий девятой пятилетки (1971—1975) и проявленный трудовой героизм. Второй медалью Золотая Звезда он награждён в 1984 году — за досрочное выполнение заданий и социалистических обязательств XI пятилетки (1981—1985)[9]. Виктор Фаддеевич первый и единственный среди железнодорожников СССР увенчан двумя Золотыми звёздами «Серп и Молот»[10][11].
- орден Трудового Красного Знамени,
- медаль «За доблестный труд в ознаменование 100-летия со дня рождения В. И. Ленина».
- Заслуженный работник транспорта РСФСР (28.08.1980)
- знак «Почётный железнодорожник».